# Макги, Марк
Марк Э́двард Макги́ (англ. Mark Edward McGhee; род. 25 мая 1957, Глазго) — шотландский футболист и футбольный тренер. Выступал на позиции нападающего. Известен по выступлениям за «Ньюкасл Юнайтед», «Абердин» и «Селтик». После завершения карьеры футболиста тренировал ряд английских и шотландских клубов.

## Клубная карьера
В профессиональном футболе Макги дебютировал в шотландском клубе «Гринок Мортон». В 1977 году перешёл в английский «Ньюкасл Юнайтед», но в английском чемпионате задержался недолго, уже на следующий год он вернулся в Шотландию, в «Абердин», в котором провёл 6 сезонов, ставших лучшими в его карьере. С «Абердином» Макги завоевал ряд командных и личных титулов, получил вызов в национальную сборную. В 1984 году перешёл в немецкий «Гамбург», но вновь за границей провёл лишь один сезон и вскоре перешёл в «Селтик», за который играл 4 сезона. В конце карьеры вновь играл за «Ньюкасл Юнайтед», некоторое время провёл в шведском «ИК Браге», а закончил карьеру игрока в 1993 году в «Рединге».

## Карьера в сборной
В составе национальной сборной Макги дебютировал в 1983 году. Всего в составе сборной провёл 4 матча, в которых забил 2 гола.

## Тренерская карьера
На закате карьеры футболиста Макги стал играющим тренером в «Рединге», затем тренировал ряд английских и шотландских клубов. С января 2013 года по 2017 год работал ассистентом главного тренера сборной Шотландии.

## Достижения
- Обладатель Кубка обладателей кубков: 1982/83
- Обладатель Суперкубка УЕФА: 1983
- Чемпион Шотландии (4): 1979/80, 1983/84, 1985/86, 1987/88
- Обладатель Кубка Шотландии (5): 1981/82, 1982/83, 1983/84, 1987/88, 1988/89
- Игрок года по версии футболистов ШПФА: 1981
- Лучший бомбардир Кубка обладателей кубков: 1983/84
- Лучший бомбардир чемпионата Шотландии: 1988/89